# Torino Calcio 2000-2001
Questa voce raccoglie le riguardanti il Torino Calcio nelle competizioni ufficiali della stagione 2000-2001.

## Stagione
Nella stagione 2000-2001 il Torino disputa il campionato di Serie B, raccoglie 73 punti che valgono il primo posto e l'immediato ritorno in Serie A. I granata hanno ottenuto il primato al termine di una grande rimonta, coincisa con l'arrivo in panchina di Giancarlo Camolese ex allenatore della Primavera, ai primi di novembre dalla nona giornata, al posto di Luigi Simoni. La cavalcata vincente del Toro è impreziosita da quattro primati stagionali, massimo punti in trasferta (32), maggior numero di partite vinte in trasferta (10), minimo delle reti subite in casa (11), e le vittorie consecutive (8). Sono quattordici i giocatori granata che sono andati in goal con almeno una rete segnata, a dimostrazione della coralità del gioco espresso. Nella Coppa Italia il Torino disputa e vince il quinto girone preliminare, poi nel primo turno eliminatorio supera nel doppio confronto il Bari, mentre negli ottavi non supera l'ostacolo Milan.

## Divise e sponsor
Nel 2000-2001, il Torino ha avuto come sponsor tecnico Kelme, mentre lo sponsor principale è stato Directa.
| Casa | Trasferta | Terza divisa |

## Società
- Presidente:
  - Attilio Romero
- Vice presidente esecutivo,
Amministratore delegato:
  - Francesco Cimminelli
- Vice presidenti:
  - Simone Cimminelli
  - Umberto Rosa
- Segretario generale:
  - Renato Bizzarri

- Addetto stampa:
  - Gabriele Chiuminatto
- Responsabile area tecnica:
  - Sandro Mazzola
- Direttore Commerciale e Marketing:
  - Cristiano Spazzali
- Allenatore:[4]
  - Giancarlo Camolese
  - Luigi Simoni
(fino al 31 ottobre 2000)

## Rosa
| N. |                      | Ruolo | Calciatore          |
| -- | -------------------- | ----- | ------------------- |
| 1  | Italia (bandiera)    | P     | Luca Bucci          |
| 2  | Uruguay (bandiera)   | D     | Gustavo Méndez      |
| 3  | Italia (bandiera)    | D     | Nicola Mora         |
| 4  | Italia (bandiera)    | D     | Giovanni Lopez      |
| 5  | Italia (bandiera)    | D     | Roberto Maltagliati |
| 5  | Italia (bandiera)    | D     | Daniele Delli Carri |
| 6  | Italia (bandiera)    | D     | Mauro Bonomi        |
| 7  | Brasile (bandiera)   | A     | Pinga               |
| 8  | Italia (bandiera)    | C     | Vincenzo Sommese    |
| 8  | Argentina (bandiera) | C     | Sixto Peralta       |
| 9  | Italia (bandiera)    | A     | Marco Ferrante      |
| 10 | Italia (bandiera)    | C     | Massimo Brambilla   |
| 11 | Italia (bandiera)    | A     | Stefan Schwoch      |
| 13 | Italia (bandiera)    | C     | Antonino Asta       |
| 14 | Italia (bandiera)    | C     | Alessio Scarchilli  |
| 15 | Italia (bandiera)    | C     | Fabio Tricarico     |
| 16 | Italia (bandiera)    | D     | Luigi Panarelli     |
| 17 | Italia (bandiera)    | P     | Alessandro Nista    |
| 18 | Senegal (bandiera)   | D     | Djibril Diawara     |

| N. |                                | Ruolo | Calciatore         |
| -- | ------------------------------ | ----- | ------------------ |
| 19 | Italia (bandiera)              | C     | Franco Semioli     |
| 20 | Italia (bandiera)              | D     | Fabio Galante      |
| 21 | Serbia e Montenegro (bandiera) | A     | Ilija Ivić         |
| 21 | Italia (bandiera)              | A     | Corrado Colombo    |
| 22 | Italia (bandiera)              | A     | Paolo Rossi        |
| 23 | Italia (bandiera)              | D     | Mirko Cudini       |
| 24 | Croazia (bandiera)             | C     | Krunoslav Jurčić   |
| 25 | Italia (bandiera)              | D     | Andrea Citterio    |
| 25 | Italia (bandiera)              | D     | Luigi Garzya       |
| 26 | Italia (bandiera)              | D     | Davide Mandelli    |
| 27 | Italia (bandiera)              | A     | Emanuele Calaiò    |
| 28 | Italia (bandiera)              | C     | Riccardo Maspero   |
| 29 | Italia (bandiera)              | P     | Luca Pastine       |
| 30 | Italia (bandiera)              | C     | Giorgio Venturin   |
| 31 | Italia (bandiera)              | D     | Paolo Castellini   |
| 34 | Italia (bandiera)              | D     | Daniele Martinelli |
| 35 | Italia (bandiera)              | D     | Stefano Fattori    |
| 51 | Italia (bandiera)              | C     | Diego De Ascentis  |
| 99 | Italia (bandiera)              | A     | Edoardo Artistico  |

## Calciomercato

### Sessione estiva
| Acquisti | Acquisti            | Acquisti        | Acquisti      |
| R.       | Nome                | da              | Modalità      |
| -------- | ------------------- | --------------- | ------------- |
| P        | Gabriele Paoletti   | Modena          | fine prestito |
| P        | Stefano Sorrentino  | Juve Stabia     | fine prestito |
| D        | Paolo Castellini    | Cremonese       | definitivo    |
| D        | Andrea Citterio     | Fermana         | fine prestito |
| D        | Mirko Cudini        | Salernitana     | fine prestito |
| D        | Daniele Delli Carri | Piacenza        | definitivo    |
| D        | Stefano Fattori     | Vicenza         | definitivo    |
| D        | Riccardo Fissore    | Juve Stabia     | fine prestito |
| D        | Giovanni Lopez      | Napoli          | definitivo    |
| D        | Davide Mandelli     | Varese          | definitivo    |
| D        | Nicola Mora         | Napoli          | definitivo    |
| D        | Alessandro Pedroni  | Cremonese       | fine prestito |
| C        | Antonino Asta       | Napoli          | fine prestito |
| C        | Diego De Ascentis   | Milan           | definitivo    |
| C        | Riccardo Maspero    | Lecce           | definitivo    |
| C        | Sixto Peralta       | Inter           | prestito      |
| C        | Franco Semioli      | Salernitana     | fine prestito |
| C        | Giorgio Venturin    | Atlético Madrid | definitivo    |
| A        | Corrado Colombo     | Inter           | prestito      |
| A        | Stefan Schwoch      | Napoli          | definitivo    |
| A        | Simone Tiribocchi   | Benevento       | fine prestito |

| Cessioni | Cessioni            | Cessioni       | Cessioni       |
| R.       | Nome                | a              | Modalità       |
| -------- | ------------------- | -------------- | -------------- |
| P        | Gabriele Paoletti   | L’Aquila       | prestito       |
| P        | Stefano Sorrentino  | Varese         | prestito       |
| D        | Andrea Citterio     | Monza          | definitivo     |
| D        | Francesco Coco      | Milan          | fine prestito  |
| D        | Alejandro Escalona  | Benfica        | definitivo     |
| D        | Riccardo Fissore    | Inter          | definitivo     |
| D        | Alessandro Grandoni | Sampdoria      | fine prestito  |
| D        | Roberto Maltagliati | Piacenza       | definitivo     |
| D        | Lorenzo Minotti     | Treviso        | definitivo     |
| D        | Alessandro Pedroni  | Lecco          | definitivo     |
| D        | Gennaro Scarlato    | Ravenna        | prestito       |
| C        | Stefano Bagalini    | Alessandria    | definitivo     |
| C        | Massimo Crippa      |                | fine carriera  |
| C        | Massimo Ficcadenti  | Ravenna        | definitivo     |
| C        | Gianluigi Lentini   |                | fine contratto |
| C        | Fabio Pecchia       | Napoli         | prestito       |
| C        | Vincenzo Sommese    | Vicenza        | comproprietà   |
| A        | Ilija Ivić          | Arīs Salonicco | definitivo     |
| A        | Andrea Silenzi      | Ravenna        | definitivo     |
| A        | Simone Tiribocchi   | Siena          | prestito       |

### Sessione invernale
| Acquisti | Acquisti     | Acquisti | Acquisti   |
| R.       | Nome         | da       | Modalità   |
| -------- | ------------ | -------- | ---------- |
| D        | Luigi Garzya | Bari     | definitivo |

| Cessioni | Cessioni       | Cessioni | Cessioni |
| R.       | Nome           | a        | Modalità |
| -------- | -------------- | -------- | -------- |
| A        | Marco Ferrante | Inter    | prestito |

## Risultati

### Serie B

#### Girone di andata
| Arbitro: | Nucini (Bergamo) |

|  |           |                              |
|  | Marcatori | 31’ Montervino 67’ E. Baggio |

| Arbitro: | Rodomonti (Teramo) |

|            |           |             |
| Baiano 79’ | Marcatori | 4’ Ferrante |

| Arbitro: | Gabriele (Frosinone) |

|  |           |               |
|  | Marcatori | 36’ Di Napoli |

| Arbitro: | Treossi (Forlì) |

|                  |           |              |
| Pizzi 33’ (rig.) | Marcatori | 66’ Mandelli |

| Arbitro: | Racalbuto (Gallarate) |

|              |           |  |
| Ferrante 21’ | Marcatori |  |

| Arbitro: | Tombolini (Ancona) |

|                            |           |                                    |
| Branca 50’ Lantignotti 83’ | Marcatori | 36’ Pinga 81’ Ferrante 85’ Semioli |

| Arbitro: | Pellegrino (Barcellona Pozzo di Gotto) |

|                     |           |                |
| Ferrante 47’ (rig.) | Marcatori | 45’ Borgobello |

| Arbitro: | Rossi (Ciampino) |

|                                                   |           |              |
| Piovani 51’ (rig.) Gautieri 53’ Caccia 63’ (rig.) | Marcatori | 69’ Ferrante |

| Arbitro: | Gabriele (Frosinone) |

|                        |           |                     |
| Giacomin 69’ Baicu 80’ | Marcatori | 20’ (rig.) Ferrante |

| Arbitro: | Morganti (Ascoli Piceno) |

|                     |           |               |
| Ferrante 48’ (rig.) | Marcatori | 36’ A. Pagano |

| Arbitro: | Dondarini (Finale Emilia) |

|                                         |           |                      |
| Moro 19’ Corradi 22’ De Cesare 68’, 75’ | Marcatori | 1’ Schwoch 72’ Pinga |

| Arbitro: | Pieri (Lucca) |

|              |           |  |
| Ferrante 22’ | Marcatori |  |

| Arbitro: | Preschern (Mestre) |

|                                 |           |              |
| Fattori 16’ (aut.) Grieco 90+1’ | Marcatori | 25’ Venturin |

| Arbitro: | Serena (Bassano del Grappa) |

|                             |           |               |
| Colombo 23’ Delli Carri 66’ | Marcatori | 54’ Cristante |

| Arbitro: | Paparesta (Bari) |

|  |           |            |
|  | Marcatori | 9’ Schwoch |

| Arbitro: | Farina (Novi Ligure) |

|             |           |  |
| Schwoch 33’ | Marcatori |  |

| Arbitro: | Gabriele (Frosinone) |

|          |           |  |
| Asta 59’ | Marcatori |  |

| Arbitro: | Bertini (Arezzo) |

|  |           |                          |
|  | Marcatori | 4’ Schwoch 90+2’ Maspero |

| Arbitro: | De Santis (Tivoli) |

|                        |           |  |
| Colombo 2’ Maspero 29’ | Marcatori |  |

#### Girone di ritorno
| Arbitro: | Paparesta (Bari) |

|           |           |                  |
| Melli 81’ | Marcatori | 11’, 43’ Schwoch |

| Arbitro: | Morganti (Ascoli Piceno) |

|                           |           |  |
| Maspero 32’ Artistico 90’ | Marcatori |  |

| Arbitro: | Bolognino (Milano) |

|               |           |  |
| Maniero 90+4’ | Marcatori |  |

| Arbitro: | De Santis (Tivoli) |

|             |           |  |
| Fattori 55’ | Marcatori |  |

| Arbitro: | Farina (Novi Ligure) |

|                           |           |  |
| Flachi 18’ Possanzini 32’ | Marcatori |  |

| Arbitro: | Zaltron (Bassano del Grappa) |

|                      |           |                 |
| Schwoch 41’ Mora 49’ | Marcatori | 26’ Lantignotti |

| Arbitro: | Farina (Novi Ligure) |

|  |           |             |
|  | Marcatori | 44’ Maspero |

| Arbitro: | Tombolini (Ancona) |

|          |           |  |
| Asta 84’ | Marcatori |  |

| Arbitro: | Nucini (Bergamo) |

|                        |           |                                   |
| Asta 33’ Artistico 70’ | Marcatori | 17’ Ghirardello 75’ (aut.) Garzya |

| Arbitro: | Cassarà (Palermo) |

|  |           |                        |
|  | Marcatori | 33’ Asta 45’ Artistico |

| Torino 6 aprile 2001, ore 20:45 UTC+2 30ª giornata | Torino                                 | 0 – 0 | Chievo | Stadio delle Alpi (27.643 spett.)\| Arbitro: \| Pellegrino (Barcellona Pozzo di Gotto) \| |
| Arbitro:                                           | Pellegrino (Barcellona Pozzo di Gotto) |       |        |                                                                                           |

| Arbitro: | Racalbuto (Gallarate) |

|  |           |            |
|  | Marcatori | 50’ Calaiò |

| Arbitro: | Preschern (Mestre) |

|             |           |                |
| Schwoch 55’ | Marcatori | 67’ Carparelli |

| Arbitro: | Dondarini (Finale Emilia) |

|              |           |                         |
| Chomakov 45’ | Marcatori | 68’ Calaiò 9+2’ Maspero |

| Arbitro: | Saccani (Mantova) |

|                                        |           |  |
| Delli Carri 29’ Grassadonia 57’ (aut.) | Marcatori |  |

| Arbitro: | Preschern (Mestre) |

|                              |           |               |
| Marchionni 9’ Cappellini 53’ | Marcatori | 80’ Artistico |

| Arbitro: | Rossi (Ciampino) |

|  |           |               |
|  | Marcatori | 27’ Artistico |

| Arbitro: | Trefoloni (Siena) |

|                         |           |            |
| Maspero 57’ Peralta 77’ | Marcatori | 83’ Pisano |

| Arbitro: | Pieri (Lucca) |

|  |           |                           |
|  | Marcatori | 23’ Maspero 41’ Artistico |

### Coppa Italia

#### Fase a gironi
| Arbitro: | Nucini (Bergamo) |

|  |           |                                |
|  | Marcatori | 18’, 86’ Schwoch 80’ Tricarico |

| Arbitro: | Bonfrisco (Monza) |

|                                |           |                 |
| Maspero 13’ Schwoch 86’ (rig.) | Marcatori | 39’ Campolonghi |

| Arbitro: | Serena (Bassano del Grappa) |

|                                     |           |                                 |
| Schwoch 21’ (rig.), 53’, 62’ (rig.) | Marcatori | 9’ Ripa 50’ Grabbi 75’ Adeshina |

#### Secondo turno
| Arbitro: | Racalbuto (Gallarate) |

|                       |           |                 |
| Schwoch 36’ Pinga 46’ | Marcatori | 70’ De Gregorio |

| Bari 6 settembre 2000, ore 20:45 UTC+2 Ritorno | Bari               | 0 – 0 | Torino | Stadio San Nicola (3.278 spett.)\| Arbitro: \| Tombolini (Ancona) \| |
| Arbitro:                                       | Tombolini (Ancona) |       |        |                                                                      |

#### Ottavi di finale
| Arbitro: | Borriello (Mantova) |

|           |           |                                        |
| Pinga 73’ | Marcatori | 45’, 88’ Guglielminpietro 59’ Bierhoff |

| Arbitro: | Saccani (Mantova) |

|  |           |                    |
|  | Marcatori | 14’ (rig.) Schwoch |

## Statistiche

### Statistiche di squadra
| Competizione | Punti | In casa | In casa | In casa | In casa | In casa | In casa | In trasferta | In trasferta | In trasferta | In trasferta | In trasferta | In trasferta | Totale | Totale | Totale | Totale | Totale | Totale | DR  |
| Competizione | Punti | G       | V       | N       | P       | Gf      | Gs      | G            | V            | N            | P            | Gf           | Gs           | G      | V      | N      | P      | Gf     | Gs     | DR  |
| ------------ | ----- | ------- | ------- | ------- | ------- | ------- | ------- | ------------ | ------------ | ------------ | ------------ | ------------ | ------------ | ------ | ------ | ------ | ------ | ------ | ------ | --- |
| Serie B      | 73    | 19      | 12      | 5       | 2       | 23      | 11      | 19           | 10           | 2            | 7            | 25           | 22           | 38     | 22     | 7      | 9      | 48     | 33     | +15 |
| Coppa Italia | -     | 4       | 2       | 1       | 1       | 8       | 8       | 3            | 2            | 1            | 0            | 4            | 0            | 7      | 4      | 2      | 1      | 12     | 8      | +4  |
| Totale       | -     | 23      | 14      | 6       | 3       | 31      | 19      | 22           | 12           | 3            | 7            | 29           | 22           | 45     | 26     | 9      | 10     | 60     | 41     | +19 |

### Statistiche dei giocatori
| Giocatore      | Serie B  | Serie B | Serie B     | Serie B    | Coppa Italia | Coppa Italia | Coppa Italia | Coppa Italia | Totale   | Totale | Totale      | Totale     |
| Giocatore      | Presenze | Reti    | Ammonizioni | Espulsioni | Presenze     | Reti         | Ammonizioni  | Espulsioni   | Presenze | Reti   | Ammonizioni | Espulsioni |
| -------------- | -------- | ------- | ----------- | ---------- | ------------ | ------------ | ------------ | ------------ | -------- | ------ | ----------- | ---------- |
| E. Artistico   | 13       | 6       | ?           | ?          | 0            | 0            | 0            | 0            | 13       | 6      | 0+          | 0+         |
| A. Asta        | 31       | 4       | ?           | ?          | 3            | 0            | ?            | ?            | 34       | 4      | ?           | ?          |
| M. Bonomi      | 13       | 0       | ?           | ?          | 3            | 0            | ?            | ?            | 16       | 0      | ?           | ?          |
| M. Brambilla   | 23       | 0       | ?           | ?          | 2            | 0            | ?            | ?            | 25       | 0      | ?           | ?          |
| L. Bucci       | 35       | -27     | ?           | ?          | 6            | -8           | ?            | ?            | 41       | -35    | ?           | ?          |
| E. Calaiò      | 9        | 2       | ?           | ?          | 2            | 0            | ?            | ?            | 11       | 2      | ?           | ?          |
| P. Castellini  | 23       | 0       | ?           | ?          | 0            | 0            | 0            | 0            | 23       | 0      | 0+          | 0+         |
| C. Colombo     | 22       | 2       | ?           | ?          | -            | -            | -            | -            | 22       | 2      | 0+          | 0+         |
| M. Cudini      | 23       | 0       | ?           | ?          | 4            | 0            | ?            | ?            | 27       | 0      | ?           | ?          |
| D. De Ascentis | 31       | 0       | ?           | ?          | 0            | 0            | 0            | 0            | 31       | 0      | 0+          | 0+         |
| D. Delli Carri | 30       | 2       | ?           | ?          | 0            | 0            | 0            | 0            | 30       | 2      | 0+          | 0+         |
| D. Diawara     | 7        | 0       | ?           | ?          | 0            | 0            | 0            | 0            | 7        | 0      | 0+          | 0+         |
| S. Fattori     | 23       | 1       | ?           | ?          | -            | -            | -            | -            | 23       | 1      | 0+          | 0+         |
| M. Ferrante    | 15       | 8       | ?           | ?          | 4            | 0            | ?            | ?            | 19       | 8      | ?           | ?          |
| F. Galante     | 27       | 0       | ?           | ?          | 5            | 0            | ?            | ?            | 32       | 0      | ?           | ?          |
| L. Garzya      | 8        | 0       | ?           | ?          | -            | -            | -            | -            | 8        | 0      | 0+          | 0+         |
| K. Jurcic      | 4        | 0       | ?           | ?          | 4            | 0            | ?            | ?            | 8        | 0      | ?           | ?          |
| G. Lopez       | 2        | 0       | ?           | ?          | 5            | 0            | ?            | ?            | 7        | 0      | ?           | ?          |
| D. Martinelli  | 1        | 0       | ?           | ?          | 0            | 0            | 0            | 0            | 1        | 0      | 0+          | 0+         |
| R. Maltagliati | 0        | 0       | ?           | ?          | 1            | 0            | ?            | ?            | 1        | 0      | ?           | ?          |
| D. Mandelli    | 13       | 1       | ?           | ?          | 6            | 0            | ?            | ?            | 19       | 1      | ?           | ?          |
| R. Maspero     | 29       | 7       | ?           | ?          | 6            | 1            | ?            | ?            | 35       | 8      | ?           | ?          |
| G. Mendez      | 7        | 0       | ?           | ?          | 4            | 0            | ?            | ?            | 11       | 0      | ?           | ?          |
| N. Mora        | 11       | 1       | ?           | ?          | 5            | 0            | ?            | ?            | 16       | 1      | ?           | ?          |
| A. Nista       | 1        | -0      | ?           | ?          | 0            | -0           | 0            | 0            | 1        | -0     | 0+          | 0+         |
| L. Panarelli   | 2        | 0       | ?           | ?          | 4            | 0            | ?            | ?            | 6        | 0      | ?           | ?          |
| L. Pastine     | 3        | -6      | ?           | ?          | 1            | -0           | ?            | ?            | 4        | -6     | ?           | ?          |
| S. Peralta     | 4        | 1       | ?           | ?          | -            | -            | -            | -            | 4        | 1      | 0+          | 0+         |
| Pinga          | 22       | 2       | ?           | ?          | 4            | 2            | ?            | ?            | 26       | 4      | ?           | ?          |
| A. Scarchilli  | 3        | 0       | ?           | ?          | 1            | 0            | ?            | ?            | 4        | 0      | ?           | ?          |
| S. Schwoch     | 31       | 8       | ?           | ?          | 7            | 8            | ?            | ?            | 38       | 16     | ?           | ?          |
| F. Semioli     | 16       | 1       | ?           | ?          | 3            | 0            | ?            | ?            | 19       | 1      | ?           | ?          |
| V. Sommese     | 5        | 0       | ?           | ?          | 6            | 0            | ?            | ?            | 11       | 0      | ?           | ?          |
| F. Tricarico   | 22       | 0       | ?           | ?          | 6            | 1            | ?            | ?            | 28       | 1      | ?           | ?          |
| G. Venturin    | 13       | 1       | ?           | ?          | 2            | 0            | ?            | ?            | 15       | 1      | ?           | ?          |

## Giovanili

### Organigramma
- Allievi nazionali:
  - Allenatore: Alberto Carelli
  - Massaggiatore: Davide Pisu
  - Accompagnatore: Luciano Franciscono

### Piazzamenti
- Primavera:
  - Campionato: 10º nel girone A
  - Coppa Italia: ?
  - Torneo di Viareggio: 4º
- Berretti:
  - Campionato: ?
- Allievi Nazionali:
  - Torneo Città di Arco: fase a gironi